# 山地瓶子草
山地瓶子草，又称绿瓶子草，为瓶子草属食虫植物。其种加词“oreophila”来源于希腊文“oros”和“filos”，意为“山脉”和“朋友”，指该物种存在于山地环境中。
山地瓶子草是瓶子草属中最为濒危的物种，仅少量存在于於美国阿拉巴马州北部，北卡罗来纳州、佐治亚州及田纳西州。

## 形态特征

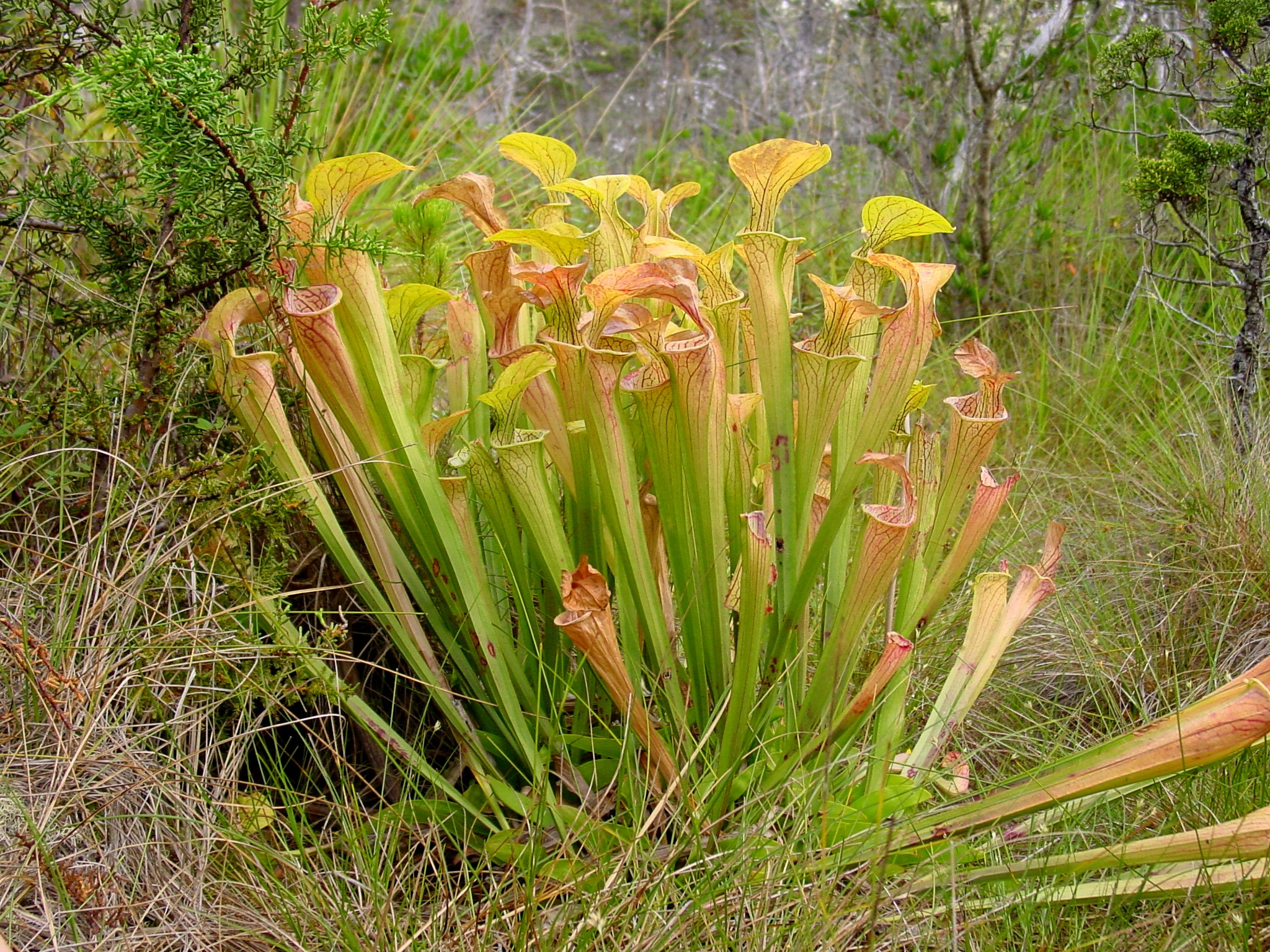
山地瓶子草植株

山地瓶子草的捕虫瓶与黄瓶子草（S. flava）的很相似，但其瓶口与瓶颈更宽，且通常较短。
山地瓶子草的捕虫瓶直立，管状。其中下部狭窄，上部扩大。通常长25至40厘米，宽2至4厘米。瓶盖长2至8厘米，为肾形至倒卵形，或圆形，基部较黄瓶子草宽。捕虫瓶极少出现显著的翼，通常宽2至10毫米，捕虫笼上部的翼较窄，下部较宽。捕虫瓶外表面无毛，为绿色至黄绿色，瓶身靠近瓶口处具紫黑色的网纹。通常捕虫瓶内表面的网纹最为突出。部分植株内表面的网纹大大扩张成板块状，而类似于华丽黄瓶子草（S. flava var. ornata）。其余植株则为鲜艳的红色或紫色网纹。随着叶片不断衰老，捕虫瓶可逐渐变为粉红色或红色。
山地瓶子草的剑形叶长5至18厘米，宽0.5至3.5厘米。其持续出现，数量大于捕虫瓶。
山地瓶子草的花朵直径为3至6厘米，与黄瓶子草的花朵类似。萼片略尖，长3至4厘米。花瓣舌状，长4至5.5厘米，亮黄色。扇状雌蕊宽5至8.5厘米，黄色至黄绿色。花茎长20至30厘米。花期为4月中旬至6月初。蚂蚁、食花粉的甲虫、黄蜂、蜜蜂、瓶子草蝇都是常见于山地瓶子草花朵中的昆虫。

## 生态关系

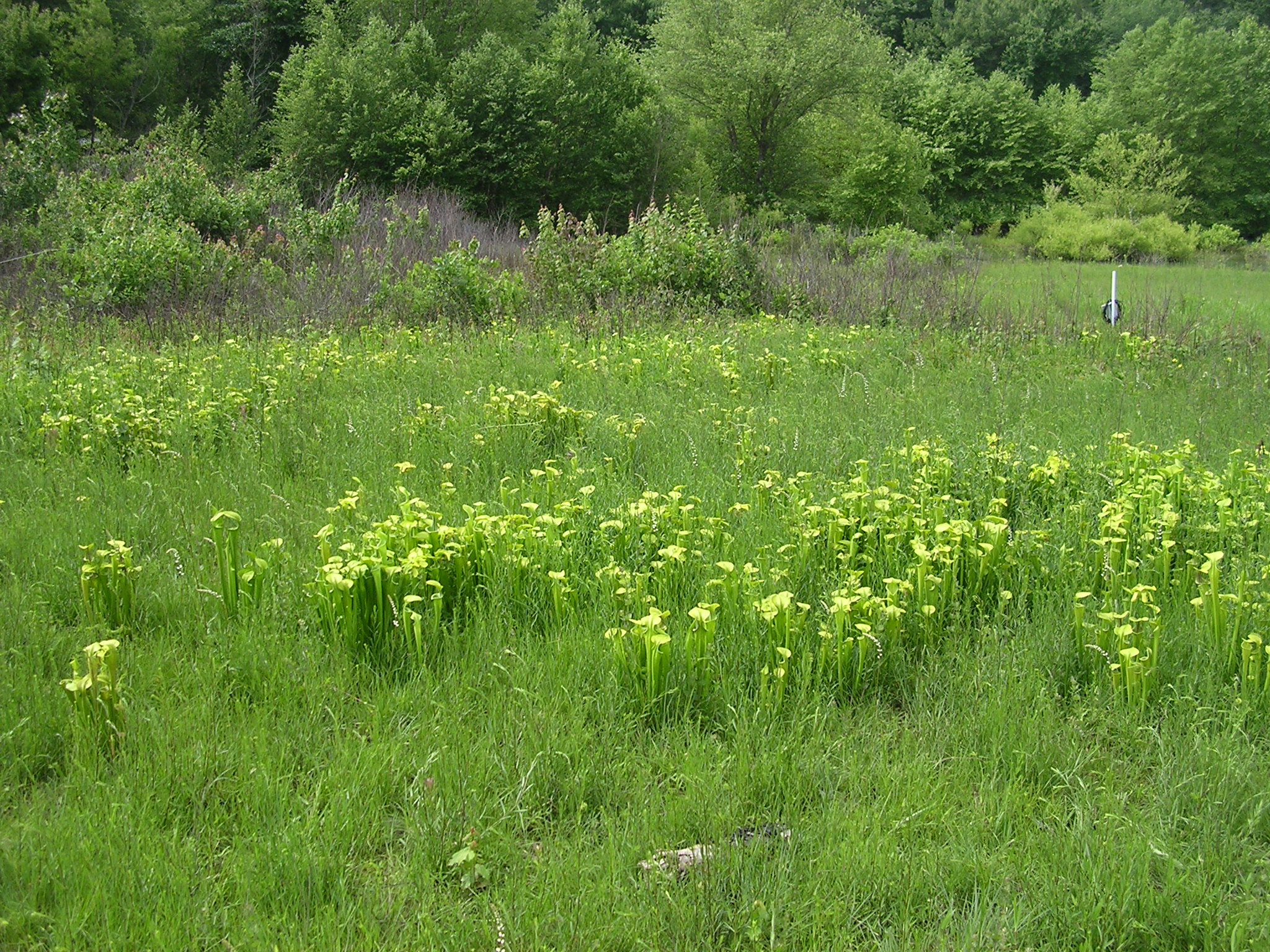
山地瓶子草的原生地

山地瓶子草仅少量存在于阿巴拉契亚高原及毗邻的低地。最大的分布地存在于阿拉巴马州东北部的阿巴拉契亚岭谷，其余存在于阿拉巴马州中部、佐治亚州西南部、北卡罗来纳州与佐治亚州交界处的藍嶺山脈、田纳西州东北部。
山地瓶子草现有种群的原生地环境类型丰富，包括橡树或松树的平坦混合林、沼泽及小溪沿岸。但野火似乎在维护现存种群中扮演了重要的角色。

## 食虫性
为了适应不同的生存环境，山地瓶子草的年生长周期与众不同。其原生地降水主要集中于春季和夏季，但六月、七月和八月之间剧烈的蒸发造成其在夏季的数月间显著缺水。山地瓶子草会在四月和五月花期后第一次产生典型的大型捕虫瓶，但这些捕虫瓶会在七月和八月因干旱而立即枯死。取而代之的是许多小而不起眼的剑形叶，且不具备捕虫性。直至九月及十月初的秋季，缺水得到改善，捕虫瓶会再次出现，以赶在冬季休眠前再捕捉一些昆虫而获取更多的养分。而即使在人工种植水源充足的条件下，山地瓶子草仍会按照这个方式生长。

## 保护状况

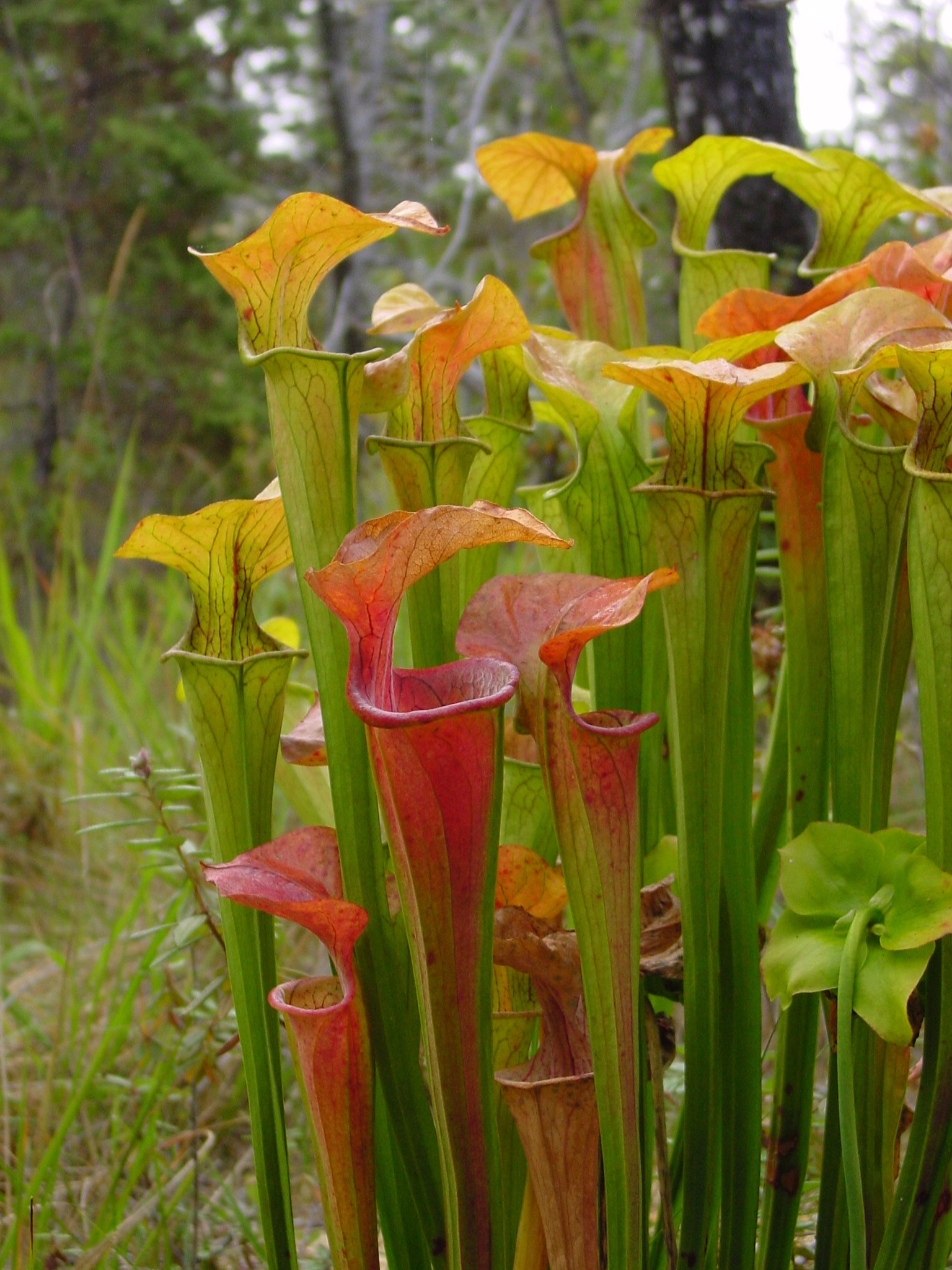
山地瓶子草的捕虫瓶

与其他很多食虫植物一样，山地瓶子草常被采集贩卖。由于种群数量有限，人为采集一对其种群造成的严重的影响，在某些地区该物种已完全消失。住宅区的增加，农业与林业的发展，及对森野火的扑灭则进一步威胁了该物种的生存。现仅存约34个自然分布地，但这些原生地都较小型且高度离散，大部分原生地的种群数量都少于50株。
山地瓶子草的分布局限，数量稀少，高度濒危，其已被被列入《濒危野生动植物物种国际贸易公约》附录I及美国《濒危及受威胁植物列表》中。此外，也对山地瓶子草进行迁地保护。位于科林斯堡的美国农业部国家种子技术实验室储存了山地瓶子草的种子。同时，亚特兰大植物园也为将来的放归计划通过种子繁育了山地瓶子草。

## 种下类群
山地瓶子草分布高度离散，可能是所有瓶子草属物种中多样性最为丰富的物种。但绝大部分野外种群在分类或描述以前就已被破坏了。
国际食虫植物协会承认的山地瓶子草栽培品种共有3个：
- S. oreophila 'Don Schnell'
- S. oreophila 'Heavily Veined'
- S. oreophila 'Sand Mountain'

不过其中的'Don Schnell'已绝种，是唯一一个在温室事故中绝种的栽培品种。

## 扩展阅读
- 食虫植物照片搜寻引擎中山地瓶子草的照片 （页面存档备份，存于）

 维基共享资源上的相關多媒體資源：山地瓶子草
 維基物種上的相關：山地瓶子草